# Cừu Uda
Cừu Uda là một giống cừu nhà chân dài có nguồn gốc từ vùng châu Phi mà việc nhân giống, chăn nuôi chúng được phổ biến ở các nước trong vùng như Chad, Niger, phía Bắc Cameroon, và miền bắc Nigeria. Có một số giống biến thể thành từng dòng cừu Uda. Chúng là một trong những giống gia súc quan trọng trong ngành chăn nuôi của người dân châu Phi. 

## Đặc điểm
Thông thường nửa phía trước của cừu Uda có màu nâu hoặc đen và nửa trắng trở lại. Các con cừu Uda thường được nuôi để lấy thịt của nó. Các con cừu cái thường khuyết sừng và con đực thì có sừng. Trán chúng phẳng, xương mũi lồi ra, chúng có hố nước mắt, mõm của chúng mỏng, môi hoạt động, răng cửa sắc, nhờ đó chúng có thể gặm được cỏ mọc thấp và bứt được những lá thân cây mềm mại, hợp khẩu vị trên cao để ăn.
Chúng có thói quen đi kiếm ăn theo bầy đàn, tạo thành nhóm lớn trên đồng cỏ. Trong da chúng có nhiều tuyến mồ hôi và tuyến mỡ hơn dê. Bởi thế chúng bài tiết mồ hôi nhiều hơn và các cơ quan hô hấp tham gia tích cực hơn vào quá trình điều tiết nhiệt. Mô mỡ dưới da của chúng phát triển tốt hơn dê và ngược lại ở các cơ bên trong của chúng có ít tích lũy mỡ hơn dê. Chính vì vậy, thịt chúng nhiều nạc hơn thịt dê.

## Chăn nuôi
Chúng có tính bầy đàn cao nên dễ quản lý, chúng thường đi kiếm ăn theo đàn nên việc chăm sóc và quản lý rất thuận lợi. Chúng cũng là loài dễ nuôi, mau lớn, ít tốn công chăm sóc. So với chăn nuôi bò thì chúng là vật nuôi dễ tính hơn, thức ăn của chúng rất đa dạng, thức ăn của chúng là những loại không cạnh tranh với lương thực của người. Chúng là động vật có vú ăn rất nhiều cỏ.
Hầu hết chúng gặm cỏ và ăn các loại cỏ khô khác, tránh các phần thực vật có gỗ nhiều. Chúng có chế độ hoạt động ban ngày, ăn từ sáng đến tối, thỉnh thoảng dừng lại để nghỉ ngơi và nhai lại. Đồng cỏ lý tưởng cho chúng như cỏ và cây họ Đậu. Khác với thức ăn gia súc, thức ăn chính của chúng trong mùa đông là cỏ khô.
Nguồn nước uống là nhu cầu cơ bản của chúng. Lượng nước cần cho chúng biến động theo mùa và loại và chất lượng thực phẩm mà chúng tiêu thụ. Khi chúng ăn nhiều trong các tháng đầu tiên và có mưa (kể cả sương, khi chúng ăn vào sáng sớm), chúng cần ít nước hơn. Khi chúng ăn nhiều cỏ khô thì chúng cần nhiều nước. Chúng cũng cần uống nước sạch, và có thể không uống nếu nước có tảo hoặc chất cặn. Trong một số khẩu phần ăn của chúng cũng bao gồm các khoáng chất, hoặc trộn với lượng ít.

## Chế độ ăn
Chúng là loài ăn tạp, có thể ăn được nhiều loại thức ăn bao gồm thức ăn thô xanh các loại như: rơm cỏ tươi, khô, rau, củ quả bầu bí các loại, phế phụ phẩm công nông nghiệp và các loại thức ăn tinh bổ sung như cám gạo ngũ cốc. Mỗi ngày chúng có thể ăn được một lượng thức ăn 15-20% thể trọng. Chúng cần một lượng thức ăn tính theo vật chất khô bằng 3,5% thể trọng. Với nhu cầu 65% vật chất khô từ thức ăn thô xanh (0,91 kg) và 35% vật chất khô từ thức ăn tinh (0,49 kg). Khi cho chúng ăn loại thức ăn thô xanh chứa 20% vật chất khô và thức ăn tinh chứa 90% vật chất khô.
Với phương thức chăn nuôi dựa chủ yếu vào đồng cỏ tự nhiên thì khả năng sản xuất và chất lượng thịt thấp do chất lượng và số lượng thức ăn từ đồng cỏ dao động theo mùa không đáp ứng đủ nhu cầu dinh dưỡng. Việc sử dụng hiệu quả các nguồn thức ăn sẵn có tại địa phương mang lại lợi ích kinh tế là cơ sở để xác định những giống vật nuôi thích hợp nhằm mang lại hiệu quả hơn. Kết quả vỗ béo sử dụng cám gạo theo tỷ lệ 15; 30; 45% trong khẩu phần ăn cho cừu Uda – Nigeria, khối lượng ban đầu thí nghiệm lần lượt: 19,5; 19,63; 19,7 kg gần tương tự, khối lượng kết thúc thí nghiệm lần lượt: 26,44; 28,81; 26,0 kg.
Khối lượng tăng trung bình hàng ngày ở tỷ lệ 30% cám gạo xay là tốt nhất nhưng đều thấp hơn (130,8; 154,9; 169,2 gam/ngày). khi sử dụng cám gạo thay thế cám mì để vỗ béo cừu đực Uda – Nigeria với mức ăn khác nhau: 15; 30; 45(%), khẩu phần ăn mức 30% cám gạo là tốt nhất về VCK ăn vào, khối lượng tăng và chi phí của sản phẩm, lợi ích kinh tế tốt nhất khi sử dụng cám gạo không quá 30% trong khẩu phần ăn. Lượng thức ăn VCK ăn vào tính theo khối lượng cơ thể ở mức ăn cám gạo 15; 30 và 45% lần lượt 4,21; 4,53; 4,44 %. Cho nên trong giai đoạn sinh trưởng được bổ sung đầy đủ dinh dưỡng cừu có tốc độ sinh trưởng cao có thể nuôi vỗ béo cừu với thời gian phù hợp để đem lại hiệu quả kinh tế.
Kết quả vỗ béo sử dụng cám gạo theo tỷ lệ 15; 30; 45% trong khẩu phần ăn cho cừu Uda – Nigeria, khối lượng ban đầu thí nghiệm lần lượt là 19,5; 19,63 và 19,7 kg, khối lượng kết thúc thí nghiệm lần lượt là 26,44; 28,81 và 26,0 kg. Có sự khác nhau giữa các mức ăn, mức ăn KP có tỷ lệ 15% cám gạo có khối lượng tương đương so với cừu ở lô KP1 (26,43 kg); ở lô cừu ăn KP có tỷ lệ 30% cám gạo cũng có khối lượng tương đương so với khối lượng cừu ăn KP3 (28,4 kg) nhưng cao hơn so với cừu ở lô KP2 (27,72 kg), thấp nhất mức ăn 45% cám gạo.
Cho ăn 0,45 kg trong hai giai đoạn trên, đã ảnh hưởng rõ rệt đến điểm thể trạng lúc phối giống, đẻ lứa đầu và giữa thời kỳ mang thai và không làm ảnh hưởng đến các tính trạng sinh sản lứa đẻ, giới tính, kiểu sinh, thời gian mang thai, góp phần cải thiện năng suất sinh sản tốt nhất.Cừu nuôi theo phương thức chăn nuôi truyền thống là chủ yếu phụ thuộc vào đồng cỏ tự nhiên, nuôi để lấy thịt, thời gian kéo dài, chất lượng thịt xẻ không cao, khối lượng giết mổ dưới 30 kg giống như khối lượng giết mổ của một số giống cừu bản địa như: cừu Uda-Nigeria, cừu Menz; cừu Horro – Ethiopia, một số giống cừu địa phương Ấn Độ, Pakistan có khối lượng nhỏ 15–25 kg. Cần giảm tuổi giết mổ, tăng chất lượng thịt, xác định độ tuổi thích hợp để tránh mỡ dắt nhiều trong thân thịt và lợi ích kinh tế.

## Chăm sóc
Sau khi cho phối giống 16-17 ngày mà không có biểu hiện động dục lại là có thể cừu đã có chửa, Căn cứ vào ngày phối giống để chuẩn bị đỡ đẻ cho cừu (thời gian mang thai của cừu 146-150 ngày) nhằm hạn chế cừu sơ sinh bị chết; Có thể bồi dưỡng thêm thức ăn tinh và rau cỏ non cho cừu có chửa nhưng tuyệt đối tránh thức ăn hôi mốc; Khi có dấu hiệu sắp đẻ (bầu vú căng, xuống sữa, sụt mông, âm hộ sưng to, dịch nhờn chảy ra, cào bới sàn…) nên nhốt ở chuồng riêng có lót ổ rơm và chăn dắt gần, tránh đồi dốc.
Thông thường cừu mẹ nằm đẻ nhưng cũng có trường hợp đứng đẻ, tốt nhất nên chuẩn bị đỡ đẻ cho cừu; Sau khi đẻ cừu mẹ tự liếm cho con. Tuy nhiên, vẫn phải lấy khăn sạch lau khô cho cừu con, nhất là ở miệng và mũi cho cừu con dễ thở. Lấy chỉ sạch buộc cuống rốn (cách rốn 4–5 cm), cắt cuống rốn cho cừu con và dùng cồn Iod để sát trùng; Giúp cừu con sơ sinh đứng dậy bú sữa đầu càng sớm càng tốt (vì trong sữa đầu có nhiều kháng thể tự nhiên); Đẻ xong cho cừu mẹ uống nước thoải mái (có pha đường 1% hoặc muối 0.5%).
Cừu con trong 10 ngày đầu sau khi đẻ cừu con bú sữa mẹ tự do; Từ 11-21 ngày tuổi cừu con bú mẹ 3 lần/ngày, nên tập cho cừu con ăn thêm thức ăn tinh và cỏ non, ngon; 80-90 ngày tuổi có thể cai sữa. Giai đoạn này phải có cỏ tươi non, ngon cho cừu con để kích thích bộ máy tiêu hóa phát triển (đặc biệt là dạ cỏ) và bù đắp lượng dinh dưỡng thiếu hụt do sữa mẹ cung cấp không đủ; Cừu sinh trưởng và phát triển nhanh, mạnh ở giai đoạn này.